# Araneus alboquadratus
Araneus alboquadratus är en spindelart som beskrevs av Sarah Creecie Dyal 1935. Araneus alboquadratus ingår i släktet Araneus och familjen hjulspindlar.
Artens utbredningsområde är Pakistan. Inga underarter finns listade i Catalogue of Life.